# Ödsmål, Orusts kommun
Ödsmål är en ort i Torps socken i Orusts kommun i Bohuslän. Den klassades som småort av SCB fram till och med år 1995. Från 2015 avgränsar SCB här åter en småort.